# Miriam Rabaneda
Miriam Rabaneda Gudiel (Madrid, 1976) es una abogada y política española actualmente en la formación política PP, Alcaldesa de Pinto entre mayo de 2007 y diciembre de 2008 y entre 2011 y 2015, Concejal del Ayuntamiento de Pinto por el PP desde 2003, presidenta del PP de Pinto desde 2005. Actualmente es diputada en la Asamblea de Madrid
Fue directora general de Administración Local de la Comunidad de Madrid entre julio de 2015 y noviembre de 2016, directora general de Planificación, Formación e Investigación desde noviembre de 2016 hasta mayo de 2018 de la Comunidad de Madrid y desde mayo de 2018, Viceconsejera de Política Social y Familia de la Comunidad de Madrid y Directora del Área Territorial de Madrid-Sur, perteneciente a la Consejería de Educación y Juventud de la Comunidad de Madrid entre el 2 de octubre de 2019 y 2021.

## Biografía
Nacida en Madrid en 1976, Miriam estudió Derecho en la Universidad Complutense de Madrid entre 1994 y el 2000, comenzó a trabajar en la empresa privada; en 1999 ingresó en las Nuevas Generaciones del Partido Popular. Entró a formar parte del grupo popular de Pinto hasta que en 2003 entró en el ayuntamiento como concejal como número dos en la lista de su partido; tras la renuncia del cabeza de lista, Luis Miguel Llamas, Rabaneda pasó a ser la portavoz del Partido Popular en el ayuntamiento.
En 2005 fue designada presidenta del partido y en 2007 tras las elecciones municipales, con mayoría simple formó gobierno hasta que en diciembre de 2008 fue retirada de su cargo por una moción de censura a manos de Juan José Martín Nieto del PSOE, pasando ella a la oposición. Tras las elecciones de 2011 y con mayoría absoluta pudo gobernar Pinto durante cuatro años, hasta que tras perder las elecciones de 2015 fue reemplazada por Rafael Sánchez Romero de la plataforma de izquierdas, Ganemos Pinto.
Tras la renovación del gobierno de la Comunidad de Madrid por parte del sustituto de Cristina Cifuentes, Ángel Garrido, fue directora general de Administración Local de la Comunidad de Madrid desde julio de 2015 hasta noviembre de 2016; en noviembre de 2016 fue nombrada directora general de Planificación, Formación e Investigación hasta mayo de 2018, año en que pasó a ser la Viceconsejera de Política Social y Familia de la Comunidad de Madrid. En abril de 2018 se anuncia su regreso como cabeza de lista al PP de Pinto para las elecciones en las cuales queda en segundo puesto con su partido, obteniendo 7 concejales.
Tras una coalición con Ciudadanos, Isabel Díaz Ayuso se alzó como la nueva Presidenta de la Comunidad de Madrid, desde entonces, Miriam Rabaneda dejó su escaño como concejala en el Ayuntamiento de Pinto, ya que fue nombrada
Directora del Área Territorial de Madrid Sur de la Consejería de Educación, reemplazando a Miguel Ángel Mangas Ortigosa, que había presentado su dimisión por circunstancias personales.
Con la convocatoria de elecciones autonómicas por parte de Isabel Díaz Ayuso para el 4 de mayo de 2021, Miriam Rabaneda fue incorporada en el puesto número 77 de la lista del Partido Popular a la Asamblea de Madrid. Tras las elecciones, la exalcaldesa pinteña consiguió entrar en la cámara madrileña en sustitución de María Nadia Álvarez Padilla quien renunció a su escaño tras su colocación en otro puesto dentro del gobierno madrileño.